# Da Game Is to Be Sold, Not to Be Told
Da Game Is to Be Sold, Not to Be Told ist das dritte Studioalbum des US-amerikanischen Rappers Snoop Dogg. Veröffentlicht wurde es am 4. August 1998 bei No Limit Records. Da die Rechte des Namens Snoop Doggy Dogg bei Death Row Records liegen, kürzte er seinen Namen auf Snoop Dogg.

## Entstehungsgeschichte
Dr. Dre, mit dem Snoop Dogg sein Debütalbum produziert hatte, hatte Death Row Records im Februar verlassen, um sein eigenes Musiklabel Aftermath Entertainment zu gründen. Der ebenfalls für das Musiklabel verpflichtete Tupac Shakur starb noch vor der Veröffentlichung des Albums Tha Doggfather im September 1996 an den Folgen einer Schussverletzung und der Labelchef Marion „Suge“ Knight wurde wegen eines Verstoßes gegen Bewährungsauflagen verhaftet. Das brachte das Label 1996 de facto zum Erliegen. Snoop Dogg fand mit No Limit Records ein neues Label und mit Labelchef Master P einen Produzenten für neues Material.
An Da Game Is to Be Sold, Not to Be Told sind zahlreiche Künstler von No Limit wie Mystikal, Mia X, C-Murder, Soulja Slim, Silkk The Shocker, Master P selbst und Fiend als Gastmusiker beteiligt.

## Titelliste
Alle Titel von Snoop Dogg (Calvin Broadus) komponiert, wenn nicht anders angegeben.
1. Snoop World (feat. Master P) – 5:20 (Snoop Dogg, Master P)
2. Slow Down (feat. Mia X) – 4:10 (Snoop Dogg, Mia X)
3. Woof! (feat. Fiend, Mystikal) – 4:22 (Snoop Dogg, Fiend, Mystikal)
4. Gin and Juice 2 – 3:36
5. Show Me Love (feat. Charlie Wilson) – 3:53
6. Hustle & Ball – 3:26
7. Don't Let Go – 3:47
8. Tru Tank Doggs (feat. Mystikal) – 3:55 (Snoop Dogg, Mystikal)
9. Whatcha Gon Do? (feat. Master P) – 2:37 (Snoop Dogg, Master P)
10. Still a G Thang – 4:20
11. 20 Dollars to My Name (feat. Fiend, Silkk The Shocker, Soulja Slim) – 4:09 (Snoop Dogg, Fiend, Silkk The Shocker, Soulja Slim)
12. D.O.G’s Get Lonely 2 (feat. Master P, Silkk The Shocker) – 3:15 (Snoop Dogg, Master P, Silkk The Shocker)
13. Ain’t Nut’in Personal (feat. C-Murder, Silkk The Shocker) – 3:37 (C-Murder, Snoop Dogg, Silkk The Shocker)
14. DP Gangsta (feat. C-Murder) – 4:53 (C-Murder, Snoop Dogg)
15. Game of Life (feat. Steady Mobb’n) – 3:25 (Snoop Dogg, Steady Mobb’n)
16. See Ya When I Get There (feat. C-Murder, Mystikal) – 3:20 (C-Murder, Snoop Dogg, Mystikal)
17. Pay for P – 1:43
18. Picture This – 2:31
19. Doggz Gonna Get Ya (feat. M.A.C.) – 4:59
20. Hoes, Money & Clout – 3:21
21. Get Bout It & Rowdy (feat. Master P) – 4:22 (Snoop Dogg, Master P)

## Kritik
| Professionelle Bewertungen    | Professionelle Bewertungen |
| ----------------------------- | -------------------------- |
| Kritiken                      |                            |
| Quelle                        | Bewertung                  |
| Allmusic                      | [ 2 ]                      |
| Fast Forward Weekly           | [ 3 ]                      |
| Iowa State Daily              | [ 4 ]                      |
| The Rolling Stone Album Guide | [ 5 ]                      |

Da Game Is to Be Sold, Not to Be Told erhielt überwiegend mäßige Kritik.
Stephen Thomas Erlewine rezensierte das Album für die Musikdatenbank Allmusic und meint, der rohere Sound des Albums sei den geringeren Produktionskosten geschuldet. Da Game Is to Be Sold, Not to Be Told verstreue auf dem Album nur wenige Zugeständnisse an den G-Funk und basiere im Großen und Ganzen auf Material aus dem Standardrepertoire von No Limit. Was das Album von anderen No-Limit-Produktionen unterscheide, sei der Stil von Snoop Dogg, dessen lockerer und träger Vortrag auf eine positive Art bezaubere. Durch seinen Wechsel zu No Limit habe Snoop Dogg zwar seine Glaubwürdigkeit auf der Straße bewahrt aber seine Kreativität verloren.

## Kommerzieller Erfolg
Da Game Is to be Sold, Not to be Told konnte als drittes Album von Snoop Dogg in Folge in den USA die Spitze der Charts erreichen.
| ChartsChartplatzierungen       | Höchstplatzierung | Wochen |
| ------------------------------ | ----------------- | ------ |
| Deutschland (GfK)              | 24 (7 Wo.)        | 7      |
| Österreich (Ö3)                | 34 (5 Wo.)        | 5      |
| Schweiz (IFPI)                 | 50 (1 Wo.)        | 1      |
| Vereinigte Staaten (Billboard) | 1 (33 Wo.)        | 33     |
| Vereinigtes Königreich (OCC)   | 28 (4 Wo.)        | 4      |

### Auszeichnungen für Musikverkäufe
Die US-amerikanische Recording Industry Association of America zertifizierte im Oktober 1998 die zweite Platinschallplatte für mehr als zwei Millionen verkaufte Tonträge in den Vereinigten Staaten.
| Land/Region                  | Auszeichnungen für Musikverkäufe (Land/Region, Auszeichnung, Verkäufe) | Verkäufe  |
| ---------------------------- | ---------------------------------------------------------------------- | --------- |
| Kanada (MC)                  | Platin                                                                 | 100.000   |
| Vereinigte Staaten (RIAA)    | 2× Platin                                                              | 2.085.000 |
| Vereinigtes Königreich (BPI) | Silber                                                                 | 60.000    |
| Insgesamt                    | 1× Silber · 3× Platin ·                                                | 2.245.000 |

Hauptartikel: Snoop Dogg/Auszeichnungen für Musikverkäufe